# 孟海马
孟海马（14世纪—1354年），元朝末年湘汉红巾军将领。
元顺帝至正十一年（1351年），刘福通起义，孟海马在襄阳地区响应，组织民众起事反元。至正十二年（1352年），孟海马攻占襄阳（今湖北省襄阳市）、房州（今湖北省房县）、归州（今湖北省秭归县）、均州（今湖北省丹江口市西北均州城）、峡州（今湖北省宜昌市）、荆门州（今湖北省荆门市）等州，所辖部众称作南琐红军。和布王三率领的北琐红军相联合，队伍达十万人。至正十四年（1354年），在峡州被元朝将领答失八都鲁击败，力战而死。